# Big Muskie

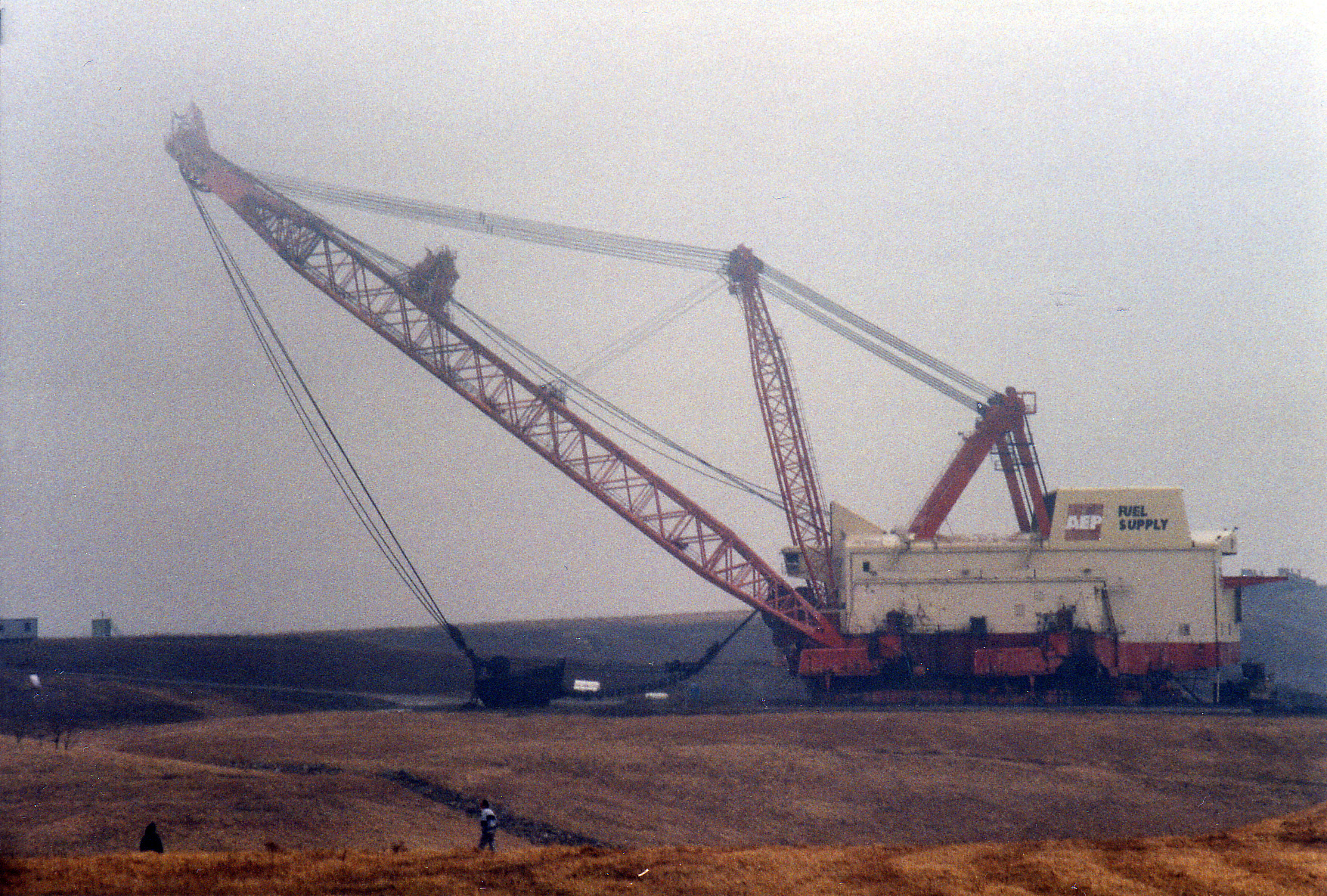
Big Muskie w 1999 r.

Big Muskie, Bucyrus-Erie 4250w – koparka zgarniakowa pracująca w latach 1969–1991 dla Central Ohio Coal Company. W czasie gdy ją skonstruowano, była to największa na świecie koparka, do roku 2006 nie zbudowano większej koparki jednonaczyniowej. Dziś pozostał z niej tylko zgarniak, będący jedną z atrakcji w parku The Wilds, powstałym na zrekultywowanym terenie byłej kopalni – została zdemontowana w maju 1999, po licznych protestach zwolenników zachowania jej jako eksponatu. Budowana była w latach 1966–1969 przez firmę Bucyrus-Erie, kosztowała 25 milionów dolarów. W latach 1969–1991 zdjęła ponad 465 000 000 m³ nadkładu.

## Parametry
- Szerokość: 46 m
- Wysokość: 68,7 m
- Długość (z położonym wysięgnikiem): 148,44 m
- Długość wysięgnika: 94,5 m
- Masa: 13 500 ton
- Pojemność zgarniaka: 168,2 m³
- Waga pustego zgarniaka: 207 ton
- Wydajność teoretyczna: 6782 m³/h
- Zasilanie elektryczne: 13 800 V